# Solaria (revista)
Solaria fue una revista literaria italiana, fundada en 1926 en Florencia por Alberto Carocci. Otros codirectores de la publicación fueron, sucesivamente, Giansiro Ferrata e Alessandro Bonsanti.

## Ideología
Dentro de la rivista convivieron dos grupos bien definidos: uno formado por autores que procedían de la revista La Ronda (Riccardo Bacchelli y Antonio Baldini, junto con poetas líricos jóvenes como Bonaventura Tecchi, Arturio Loria o Alessandro Bonsanti, que defendían la creación literaria de forma autónoma al compromiso político) y el formado por los que pensaban que la literatura tenía el deber moral de denunciar la realidad contemporánea italiana, esto es, el fascismo. Este último grupo (inspirado por el pensamiento político de Piero Gobetti) estaba formado por Eugenio Montale, Leone Ginzburg, Aldo Garosci, Guglielmo Alberti, Giacomo Debenedetti, Mario Gromo, Umberto Morra y Sergio Solmi.

## Propósitos literarios
Solaria se propuso dar a conocer en Italia las nuevas corrientes literarias. En sus páginas se publicaron textos de escritores franceses (Proust, Valéry, Gide), ingleses (James Joyce, T. S. Eliot, Virginia Woolf), estadounidenses (Hemingway, Faulkner), rusos (Mayakovski, Yesenin, Pasternak) y centroeuropeos (Rilke, Kafka, Thomas Mann, Zweig).
A menudo se descubre en Solaria su preferencia por la gran tradición novelística europea. Así, dedicaron números dobles especiales a figuras hasta entonces casi desconocidas como Italo Svevo y Federigo Tozzi. 
También publicaron poemas de Ungaretti, Montale, Saba o Quasimodo.

## Problemas con la censura
La revista sufrió el rigor de la censura del régimen fascista. De hecho, los dos últimos números (editados en 1934) no pudieron distribuirse hasta dos años después, en 1936. En concreto, el número 2 (de marzo-abril de 1934) fue secuestrado por la policía porque dos de sus colaboraciones (Le figlie del generale -"Las hijas del general"- de Enrico Terracini e Il garofano rosso -"El clavel rojo"- de Elio Vittorini) fueron consideradas ofensivas para la moral y las buenas costumbres.

## Cese de la revista
La revista cesó de publicar en 1936 debido al acoso de la censura fascista y también a las disensiones internas entre sus colaboradores. El codirector y fundador Carrocci aspiraba a que Solaria se transformara en una revista de ideas (su modelo era la revista francesa Esprit), comprometida ideológicamente, capaz de enfrentarse al fascismo; el otro codirector, Bonsanti, pugnaba porque Solaria fuera una revista puramente literaria, alejada por completo de las polémicas ideológicas y políticas.

## Revistas herederas deSolaria
De estas posiciones irreconciliables devino el cese de Solaria y la división de sus promotores y colaboradores en nuevas publicaciones: por una parte, los que defendían el compromiso político de la literatura fundarán revistas como La riforma letteraria (1936-1939) y  Argomenti (1941); los defensores de la literatura pura, por su parte, publicarán la revista Letteratura (enero de 1937-noviembre/diciembre de 1947).